# Paruparo
Paruparo là một chi bướm ngày thuộc họ Lycaenidae.